# Епіналь (футбольний клуб)
«Епіналь» (фр. SAS Épinal) — французький футбольний клуб з однойменного міста, заснований 1941 року.

## Історія
Клуб був заснований 15 січня 1941 року в результаті злиття команд «Стад Сен-Мішель» (заснований в 1918 році) і «Спортивного клубу Спінальє» (засновано у 1928 році). З 1979 по 1984 і з 1990 по 1993, а потім з 1995 по 1997 роки «Епіналь» грав у Лізі 2 і мав статус професіонального клубу.
У сезоні 1995/96 «Епіналь» домігся своєї найвагомішої перемоги у історії, обігравши в рамках Дивізіону 2 «Олімпік» з Марселя 2:0 на очах у 6315 глядачів. У сезоні 1996/97 клуб мав катастрофічні проблеми, в результаті чого посів останнє місце і вилетів у Лігу Національ.
В кінці сезону 1997/98 «Епіналь» оголосив про своє банкрутство, внаслідок чого йому довелося грати в Регіональній лізі, де клуб залишався протягом п'яти сезонів. В сезоні 2002/03 «Епіналь» зайняв перше місце у своїй Регіональній лізі, і вже в наступному сезоні в АЧФ2 зайняв першу сходинку в турнірній таблиці і вийшов в Аматорський чемпіонат Франції з футболу, четвертий за рівнем дивізіон країни. Протягом чотирьох сезонів клубу вдавалося утримуватися в лізі.
У сезоні 2007/08 «Епіналь» посів останнє 16 місце і вилетів. 5 січня 2008 року в рамках Кубка Франції «Епіналь» приймав на Стад де ла Коломб'є «Парі Сен-Жермен», але не зумів обіграти парижан, поступившись 0:2. У сезоні 2008/09 клуб вийшов назад в Аматорський чемпіонат Франції з першого місця.
У сезоні 2010/2011 вийшов у Національний чемпіонат з другого місця, маючи лише одну поразка у чемпіонаті, що стало першою появою у третьому дивізіоні після 13 років відсутності. «SAS» та провів два сезони, посівши у першому з них 5 місце, а в наступному — 18, що означало виліт в Аматорський чемпіонат Франції. «Епіналь» виграв свою групу в четвертому французькому дивізіоні, випередивши на 3 очки «Мулен». Цей успіх знову дозволив команді повернутись в напівпрофесіональну лігу. Проте в третьому дивізіоні закріпитися не вдалося: здобувши лише дві перемоги по ходу сезону, і ще 9 раз зігравши внічию, «Эпиналь» вилетів з 18-го і останнього місця в Аматорський чемпіонат Франції. Але, завдяки фінансових проблем у цілого ряду команд: «Ле Пуаре-сюр-Ві», «Істра» і «Арль-Авіньйона» колектив зберіг місце в третьому дивізіоні. Втім 2017 року команда все ж понизилась у класі.

## Досягнення
- 10 сезонів у Лізі 2
- Ліга 3
  - 1 місце: 1990, 1995
  - 2 місце: 1974
- Аматорський чемпіонат Франції
  - 1 місце: 1971
  - 2 місце: 1984, 2011

## Відомі гравці
| - Абдельнасер Уада - Шейх Н'Доє - Саліф Діао - Фамара Д'єдью | - Тоні Сільва - Огюст Жордан - Масс Сарр |